# Free & Easy
Free & Easy è un brano musicale scritto da Ayumi Hamasaki e Dai Nagao per l'album della Hamasaki Rainbow, da cui è stato estratto come ventiseiesimo singolo nella carriera della Hamasaki il 24 aprile 2002. Il singolo è stato pubblicato allegato ad un photobook, Hamasaki Republic; il libro, la copertina del disco, ed il video musicale ritraggono Ayumi Hamasaki nei panni di una "Giovanna d'Arco del ventunesimo secolo".

## Tracce
CD singolo
Testi e musiche di Ayumi Hamasaki e D.A.I.
1. Free & Easy
2. Naturally (Dolly remix)
3. Still Alone (Warp Brothers Extended Mix)
4. Free & Easy (Instrumental) – 4:59

## Classifiche
| Classifica (2001)           | Posizione più alta |
| --------------------------- | ------------------ |
| Oricon Weekly Singles Chart | 1                  |